# پیتر نیوبروک
پیتر نیوبروک (انگلیسی: Peter Newbrook؛ ‏ ۲۹ ژوئن ۱۹۲۰ – ۱۹ ژوئن ۲۰۰۹) نویسنده، کارگردان فیلم، فیلم‌بردار و تهیه‌کننده فیلم اهل بریتانیا بود.
از فیلم‌هایی که وی در آن‌ها نقش داشته‌است، می‌توان به فشار زمان، مرد ساندویچی، لورنس عربستان، وداع با اسلحه، پل رودخانه کوای، دیوار صوتی و اسکات قطب جنوب اشاره نمود.